# Aleksandr Perezjogin
Aleksandr Valerievitj Perezjogin, född 10 augusti 1983 i Öskemen, Kazakiska SSR, Sovjetunionen, i nuvarande Kazakstan, är en rysk-kazakisk professionell ishockeyspelare som spelar för ryska Avangard Omsk i KHL.
Perezjogin valdes av Montreal Canadiens som 25:e spelare totalt i 2001 års NHL-draft.
Perezjogin har även spelat ett flertal matcher för det ryska hockeylandslaget.

## Klubbar
- Torpedo Ust-Kamenogorsk, Moderklubb
- Avangard Omsk, 1998–2003, 2004–2005, 2010–
- Hamilton Bulldogs, 2003–2004, 2005–2006
- Montreal Canadiens, 2005–2007
- Salavat Julajev Ufa, 2007–2010